# Storesø

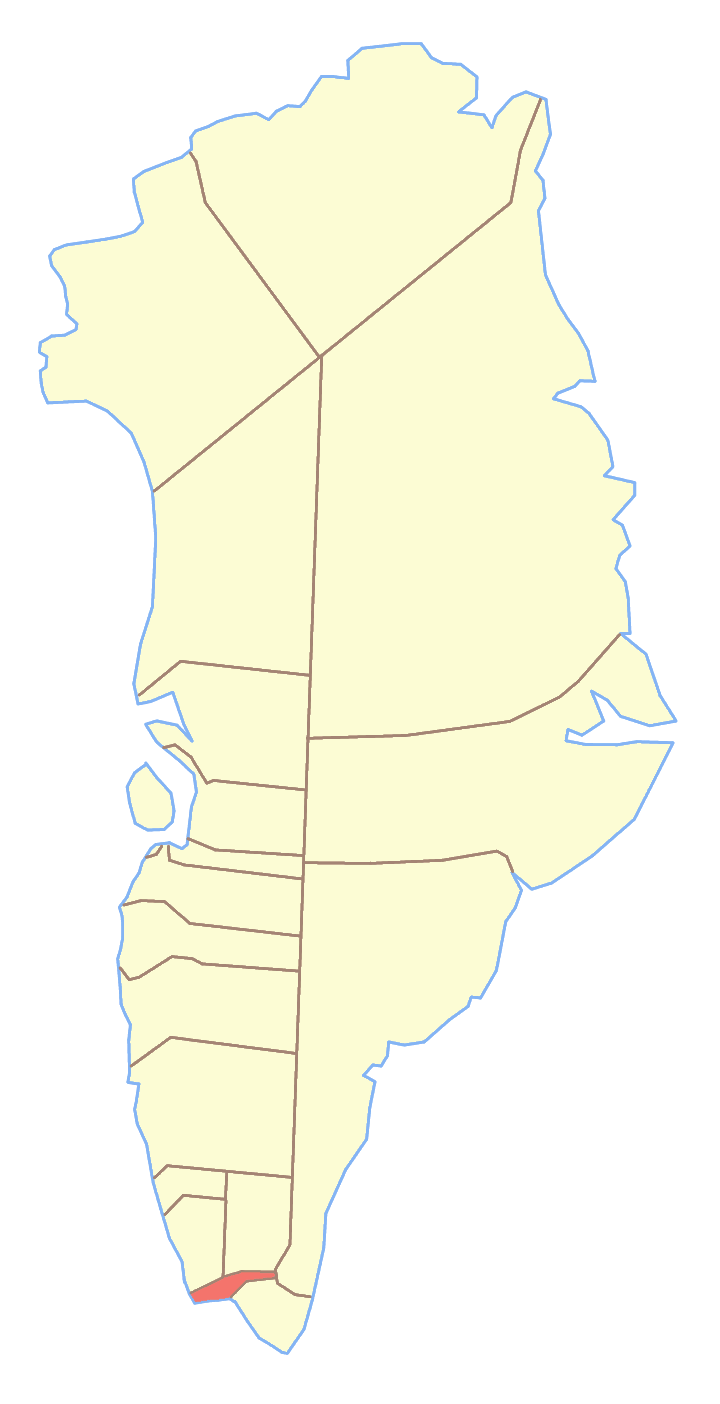
Ex comune di Qaqortoq, dove si trovava lo Storesø

Lo Storesø (groenlandese: Tasersuaq) è un lago della Groenlandia. Si trova a poca distanza dal Mare del Labrador, a 60°44'N 46°04'O; appartiene al comune di Kujalleq.